# Velký vrch (národní přírodní památka)
Velký vrch je kopec (303 m n. m.) v Českém středohoří, chráněný od roku 1989 jako národní přírodní památka. Nachází se u obce Vršovice asi dva kilometry severovýchodně od okresního města Louny v Ústeckém kraji. Důvodem ochrany je teplomilná flóra, zejména vynikající mykoflóra (66 druhů). Péčí o území je pověřena Agentura ochrany přírody a krajiny ČR – regionální pracoviště Správa CHKO České středohoří.

## Historie
Podle prvního vojenském mapování ze šedesátých let 18. století se Velký vrch původně nazýval Vinná hora. Na mapě je totiž označen jako Wein B., tedy Weinberg. Na dalších mapách ze čtyřicátých let 19. století, tj. druhém vojenském mapování a stabilním katastru, již má dnešní název.

## Geologie a geomorfologie
Vrch má kuželovitý tvar. Vrchní část tvoří porcelanity vzniklé vypálením miocenních jílů, zatímco úbočí a úpatí je ze slínovců, vápnitých jílovců a pískovců ze svrchní křídy. Prostor národní přírodní památky zahrnuje vrchol a větší část svahů stejnojmenného vrchu s nadmořskou výškou 303 metrů. Geomorfologicky vrch spadá do celku České středohoří, podcelku Milešovské středohoří, okrsku Ranské středohoří, podokrsku Chožovská vrchovina a její Černodolské části.

## Předmět ochrany

### Flóra
Vyskytují se zde také zajímavé druhy rostlin, jako je např. pětiprstka žežulník (Gymnadenia conopsea), kruštík širolistý (Epipactis helleborine), ostřice plstnatá (Carex tomentosa), sveřep vzpřímený (Bromus erectus), bradáček vejčitý (Listera ovata) a další.

### Mykoflóra
V severozápadní části Velkého vrchu (kóta 303 m n. m.), cca 1 km severně od obce Vršovice, bylo na lesní půdě vyhlášeno chráněné území za účelem ochrany teplomilných hub. Jedná se o lokalitu, kde mediteránní makromycety dosahují nejsevernějšího bodu svého areálu. Rostou zde vzácné druhy hub, jako je např. hřib satan (Rubroboletus satanas), hřib pasatan, hřib medotrpký (Caloboletus radicans), hřib koloděj (Suillellus luridus), pstřeň dubový (Fistulina hepatica), muchomůrka šiškovitá (Amanita strobiliformis), muchomůrka Beckerova (Amanita beckeri), muchomůrka Vittadiniho (Amanita vittadinii), smrž tlustonohý (Morchella crassipes) a další.

### Fauna
Z fauny zde byl zaznamenán výskyt 35 druhů ptáků, jeden druh plaza a jeden druh chráněného savce.

## Ohrožení lokality
Veřejnosti je vstup do chráněného území povolen s tím, že nebudou ničeny houbařsky neatraktivní druhy hub. Lokalita je houbaři velmi hojně navštěvována. Někteří houbaři přitom z neznalosti zaměňují nejedlý chráněný hřib satan s jedlými druhy nebo vandalsky ničí vzácné druhy muchomůrek.

## Přístup
Na kopec nevede žádná turisticky značená trasa. Nejsnazší přístup je od jihu, kde vedou na úbočí cesty z Vršovic.

## Galerie

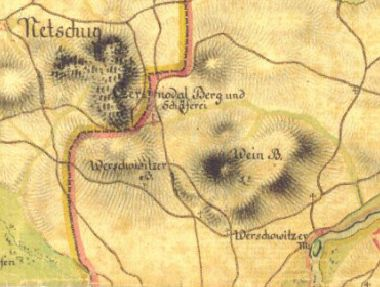
Velký vrch na prvním vojenském mapování z 60. let 18. století
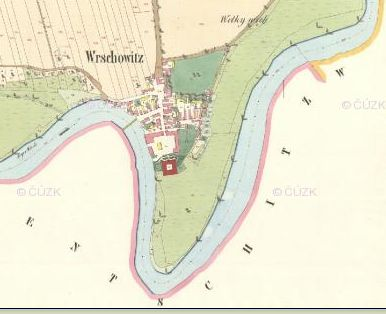
Velký vrch na indikační skice z roku 1843
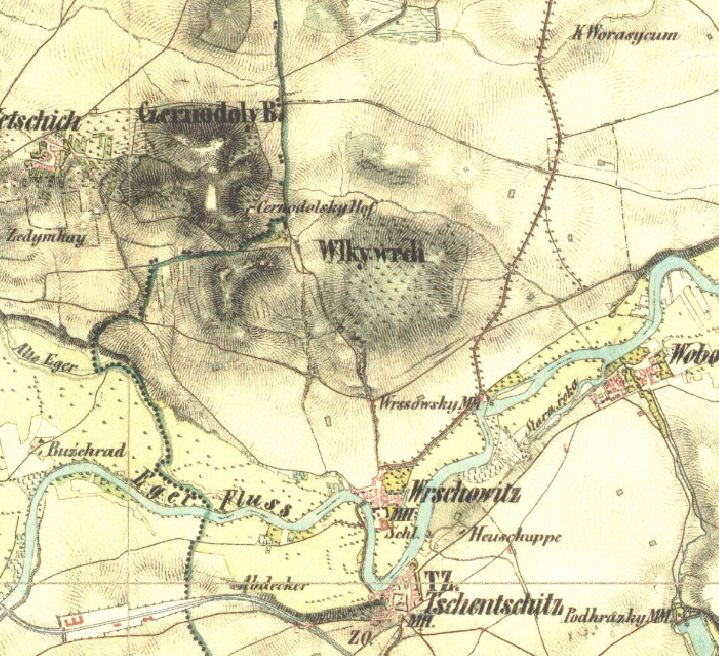
Velký vrch na druhém vojenském mapování z roku 1846